# Amt Neubrunn
Das Amt Neubrunn war ein Amt des Deutschen Ordens und später des Hochstifts Würzburg.

## Amt des Deutschen Ordens
Die Herrschaft Prozelten war im Besitz der Schenken von Klingenberg und Prozelten. Nach deren Aussterben fiel der Besitz an die Grafen von Wertheim. Bei der Teilung der Grafschaft 1281 wurde auch die Herrschaft Prozelten ein Kondominium zwischen Eberstein, Hohenlohe, Schlüsselberg und Vaihingen. Gräfin Elisabeth von Hohenlohe erwarb 1317 den Anteil von Popo von Eberstein und übertrug diesen und ihren eigenen Besitz an den Deutschen Orden. 1319 schenkte auch Graf Konrad von Vaihingen seinen Anteil dem Deutschen Orden. Durch den späteren Ankauf von Gütern und Rechten arrondierte der Deutsche Orden seinen Besitz.
Zu den Schenkungen von Gräfin Elisabeth von Hohenlohe gehörte auch ihr Besitz in Neubrunn, der um 1300 in den Besitz des Ordens kam. Sie ließ dort ein Spital errichten, welches 1319 nach Prozelten verlegt wurde. Die Schenkung in Neubrunn wurde als Kommende Neubrunn bezeichnet, diese Kommende wurde 1336 aufgehoben und zur Kommende Prozelten gegeben.
Der Besitz der Kommende Prozelten war in die vier Ämter Prozelten, Neubrunn, Sachsenhausen und Röllbach gegliedert. Gemäß dem Urbar von 1379 verfügte die Kommende im Amt Neubrunn in folgenden Orten über die Dorfherrschaft und die Vogtei: Dietenhan (gemeinschaftlich mit Kartause Grünau), Helzenberg (Wüstung), Lindelbach, Neubrunn und Urphar. Dazu kamen noch Deutschordensuntertanen in Böttigheim.
1397 erhielt der Deutsche Orden von König Wenzel die Genehmigung zur Befestigung von Neubrunn. Dies nahm der Deutsche Orden zum Anlass, ein eigenes Zentgericht in Neubrunn zu errichten. Die Centrechte lagen jedoch bei Wertheim. Eine Klage beim königlichen Landgericht Nürnberg bestätigte 1429 die Ansprüche Wertheims. Cent und Geleit blieben daher bei Wertheim. Wertheim beanspruchte 1456 zusätzlich die Vogtei über Urphar, Lindelbach, Dietenhan, Sachsenhausen und Nassig. 1466 kam es zu offenen Händeln in dieser Frage und einer Klage des Deutschen Ordens beim Papst. 1469 beauftragte der Papst den Erzbischof von Mainz und die Bischöfe von Worms und Speyer, den Grafen von Wertheim bei Androhung von Kirchenstrafen zur Rückgabe der Gemeinden aufzufordern. Nachdem dies erfolglos geblieben war, reichte der Deutsche Orden 1472 Klage beim kaiserlichen Kammergericht ein. 1483 ging die Kommende Prozelten an Kurmainz über. Zu diesem Zeitpunkt war die Klage nicht entschieden. Die Orte blieben dauerhaft verloren.
Mit dem Übergang an Kurmainz wurde aus der Kommende Prozelten das kurmainzische Amt Prozelten.

## Würzburgisches Amt
1655 verkaufte Kurmainz Neubrunn und Böttigheim an das Hochstift Würzburg. Würzburg verwaltete diese Erwerbung als Amt Neubrunn und unterstellte es dem Kammerzinsamt. 1686/87 wurde im Rahmen einer Verwaltungsvereinfachung die Verwaltung des Amtes Neubrunn dem Amtmann des Amtes Homburg am Main übertragen. Als eigenes Amt ging es im Laufe der Zeit damit unter.
Die Statistik des Hochstiftes Würzburg von 1699 nennt zwei Dörfer. Als jährliche Einnahmen des Hochstiftes aus dem Amt wurden abgeführt: Schatzung: 37 Reichstaler, neun Batzen und Rauchpfund: 205 Pfund.